# Amsterdamseweg (Amstelveen)
De Amsterdamseweg is een straat in Amstelveen die de Dorpsstraat in het "Oude Dorp" van Amstelveen verbindt met de Amstelveenseweg in Amsterdam. 
Het is een oude straat en samen met de Amstelveenseweg een doorgaande route die verder zuidelijk over de Bovenkerkerweg doorloopt naar Uithoorn. Het merendeel van de huidige Amsterdamseweg heeft ook tot in de 20e eeuw Amstelveens(ch)eweg geheten. Destijds was er nog weinig bebouwing en de weg liep binnen de gemeente Nieuwer-Amstel in de richting van het dorp Amstelveen. Pas toen de bebouwing van Amstelveen toe nam en de weg binnen de bebouwde kom van Amstelveen kwam te liggen werd de naam vanaf de gemeentegrens veranderd in Amsterdamseweg. Daarom staat de straatnaam Amstelveenseweg op het onderschrift op oude ansichtkaarten van gezichten op gebouwen aan wat heden ten dage de Amsterdamseweg heet.
Tot 1933 onderhield Amsterdam de weg op grondgebied van Nieuwer-Amstel tot het Oude dorp. Omdat Amsterdam volgens Nieuwer-Amstel te grote stenen gebruikte ging vanaf dat jaar Nieuwer-Amstel met kleinere stenen zelf het onderhoud uitvoeren.

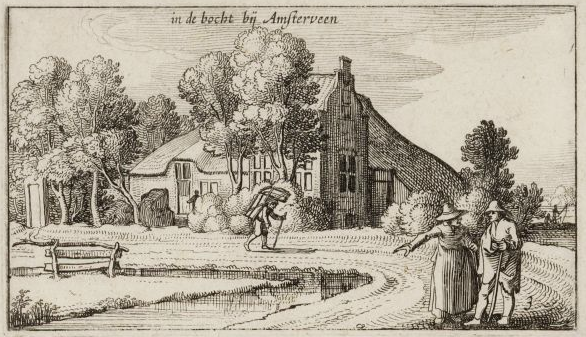
De Amsterdamseweg in het begin van de 17e eeuw

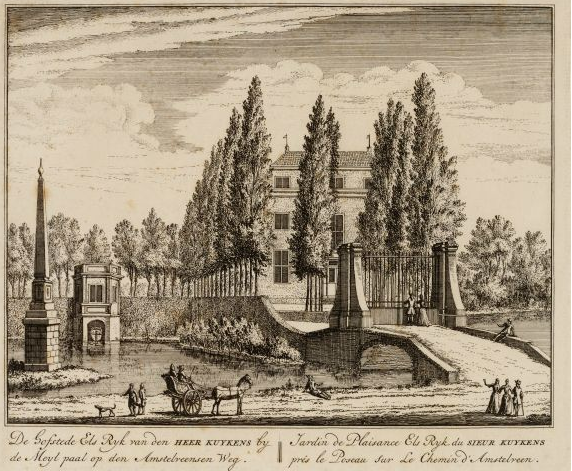
De hofstede Elsrijk in 1728, met banpaal

De weg begint in het verlengde van de Dorpsstraat op een viaduct over de A9 (in Amstelveen de Burgemeester van Sonweg geheten). Meteen aan het begin ligt rechts de (voormalige) Sint-Annakerk (1928) (nummer 22) en links het hoofdkantoor van de Nederlandse luchtvaartmaatschappij KLM (1971) (53-55).
De weg loopt in noordelijke richting, met rechts (tussen 44 en 60) de hoofdingang van het Broersepark met sinds 1950 een oorlogsmonument van Theo Bennes.
Op de hoek met de Molenstraat staat de molen De (Jonge) Dikkert (104).
Rechts van de weg staat het voormalige hoofdkantoor van Van Leer's Vatenfabrieken (1958) (204-206), dat een plaats heeft gekregen in de top 100 van Nederlandse monumenten uit de wederopbouwperiode 1940-1958.
Voorbij Van Leer staat een Amsterdamse banpaal uit 1559, hier lag (bij 212) de hofstede Elsrijk, gesloopt in 1796.
Daarna maakt de weg (bij 252-264) een vrij scherpe bocht in oostelijke richting. Voor en na de bocht zijn rechts ingangen voor het heempark De Braak. Aan de linkerzijde (tussen 297 en 311) is de ingang van het Dr. Koos Landwehrpark.
De weg kruist de spoorbaan van de voormalige spoorlijn Aalsmeer-Amsterdam, hier stond het Station Amsterdamseweg en ligt nu een halte van de Museumtramlijn.
Dan komt de weg (bij 421) bij de Keizer Karelweg waar de Amsterdamseweg dan een hoek naar links maakt om weer in noordelijke richting verder te lopen.
De weg eindigt op de gemeentegrens met Amsterdam bij de Kalfjeslaan, waar in het verlengde van de Amsterdamseweg dan de Amstelveenseweg ligt die door Amsterdam-Zuid verder loopt tot aan de Overtoom.
Rijksmonumenten zijn: een woonblok (60-64), de molen, het kantoor Van Leer, de banpaal en een voormalig bankgebouw (419-421). Verder staan enkele panden op de gemeentelijke monumentenlijst.

## Afbeeldingen
Van zuid naar noord:

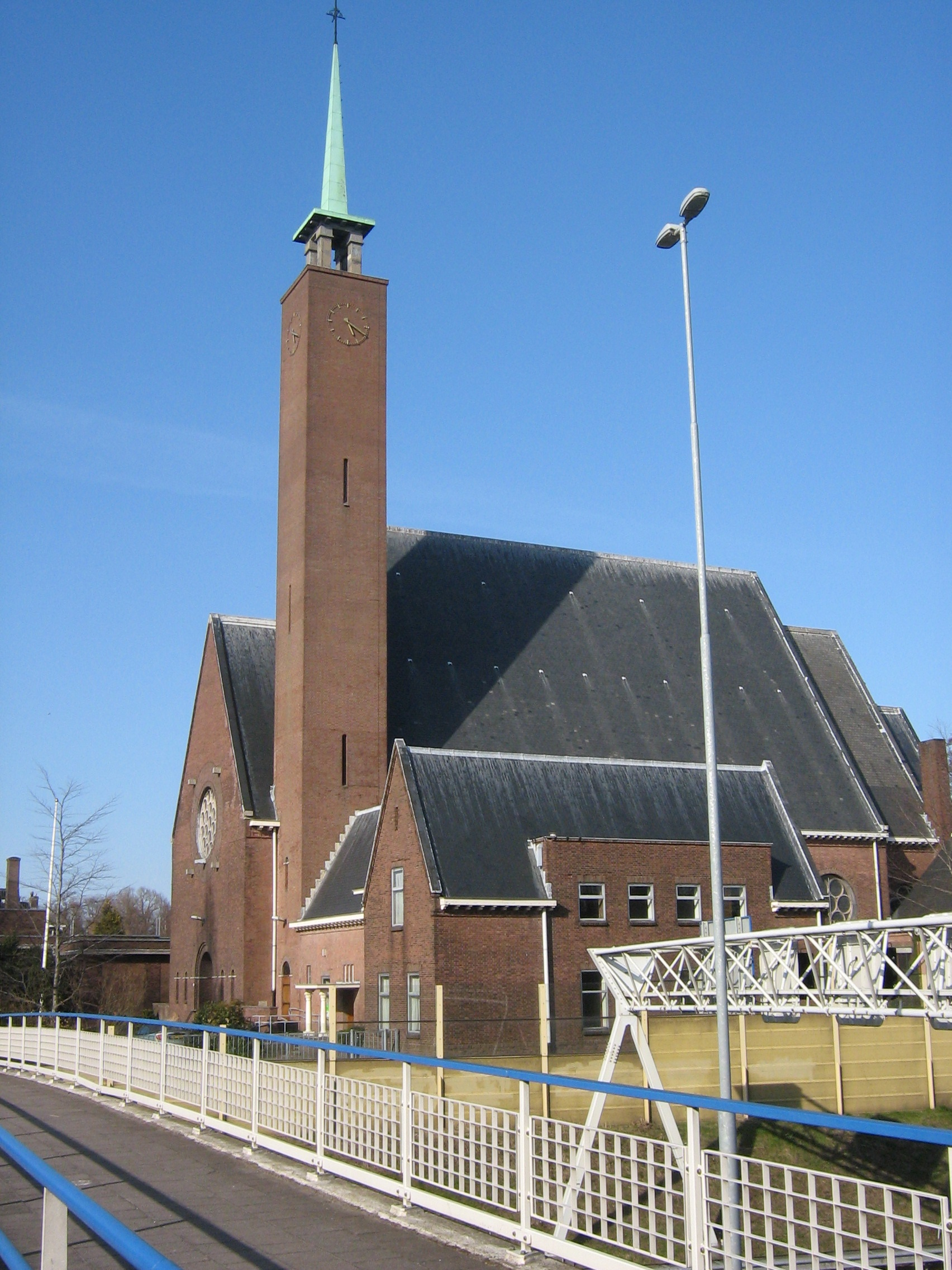
Begin van de Amsterdamseweg, viaduct bij St-Annakerk
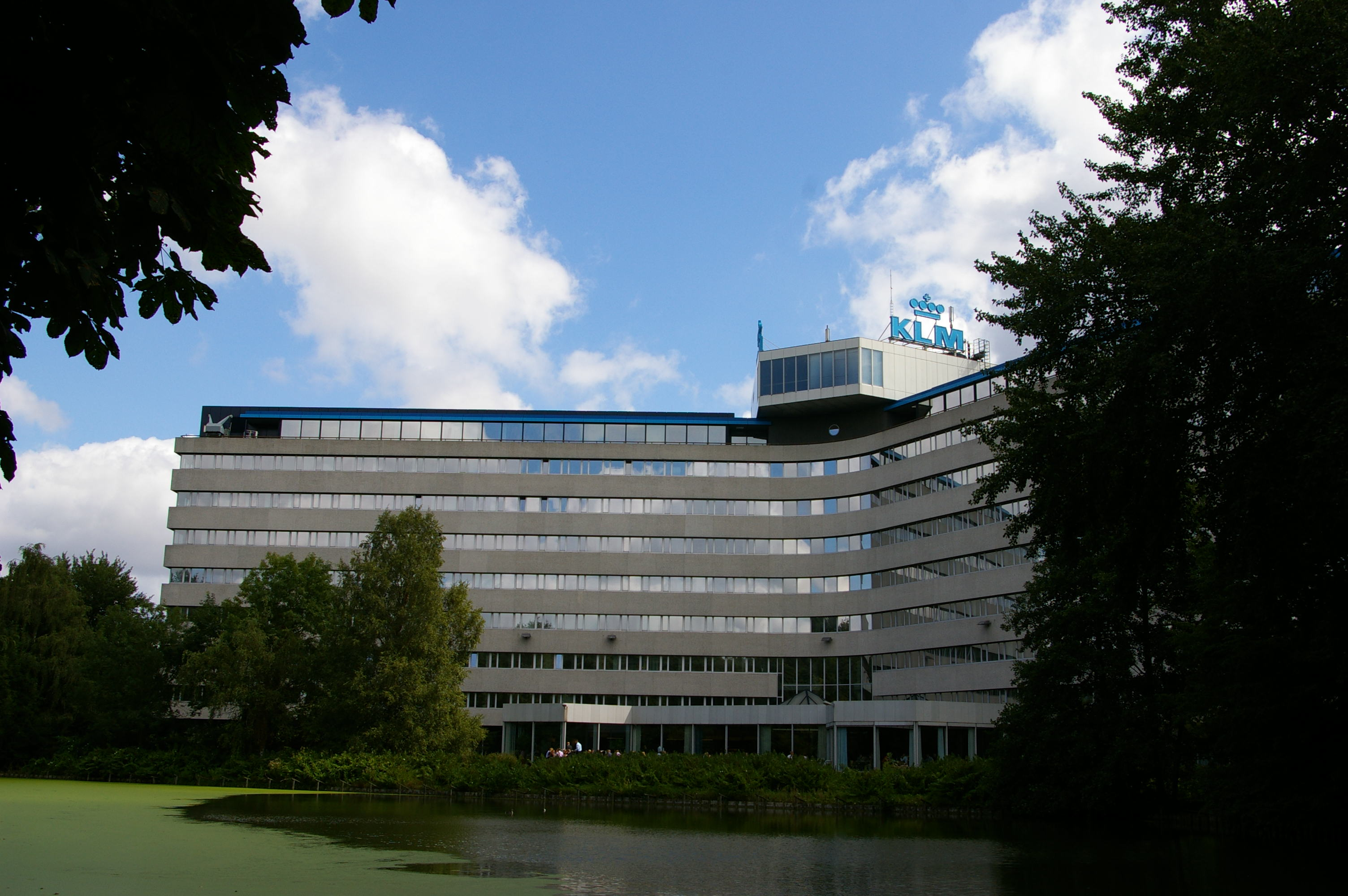
KLM Hoofdkantoor
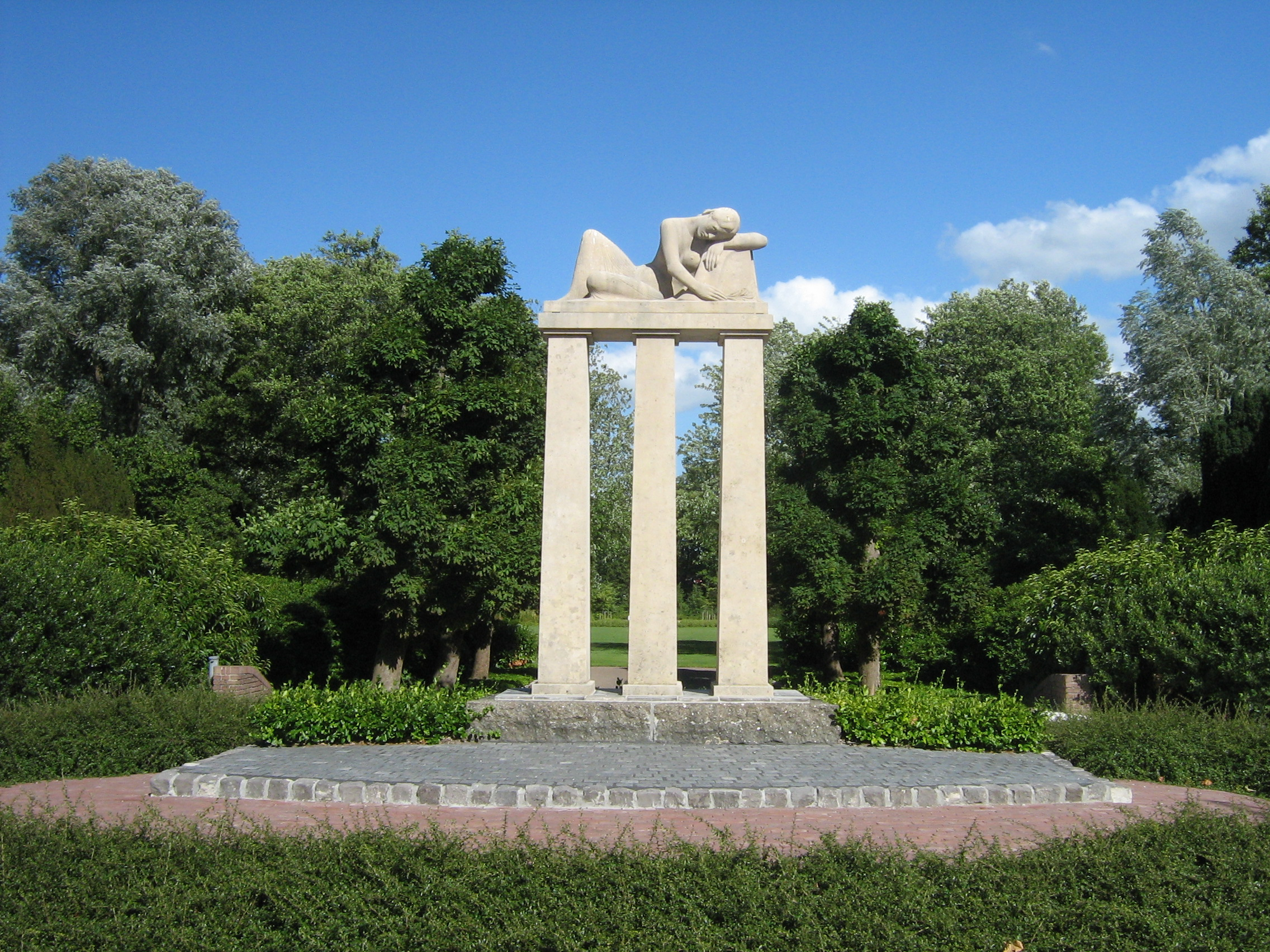
Oorlogsmonument aan de ingang van het Broersepark
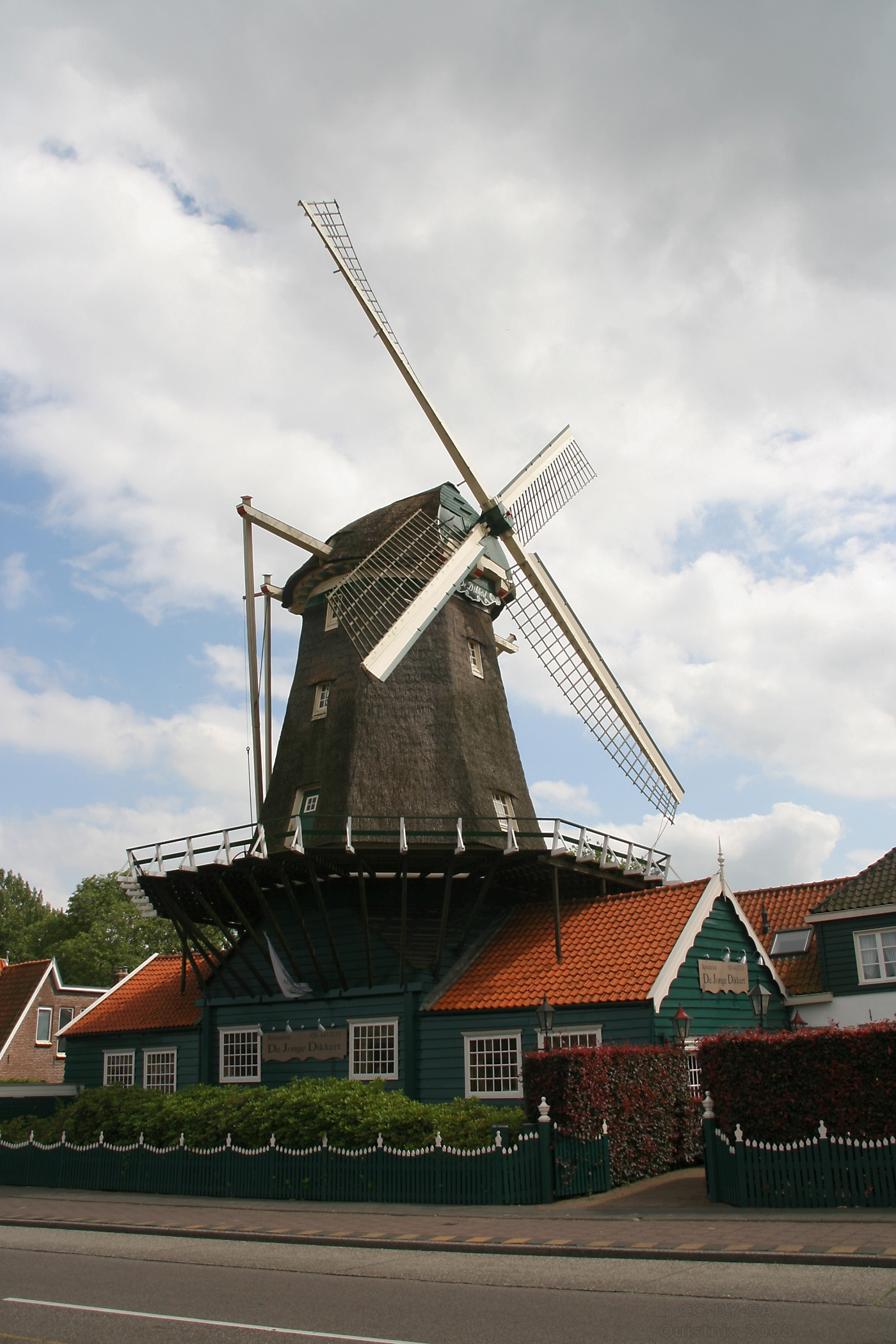
Molen De Dikkert
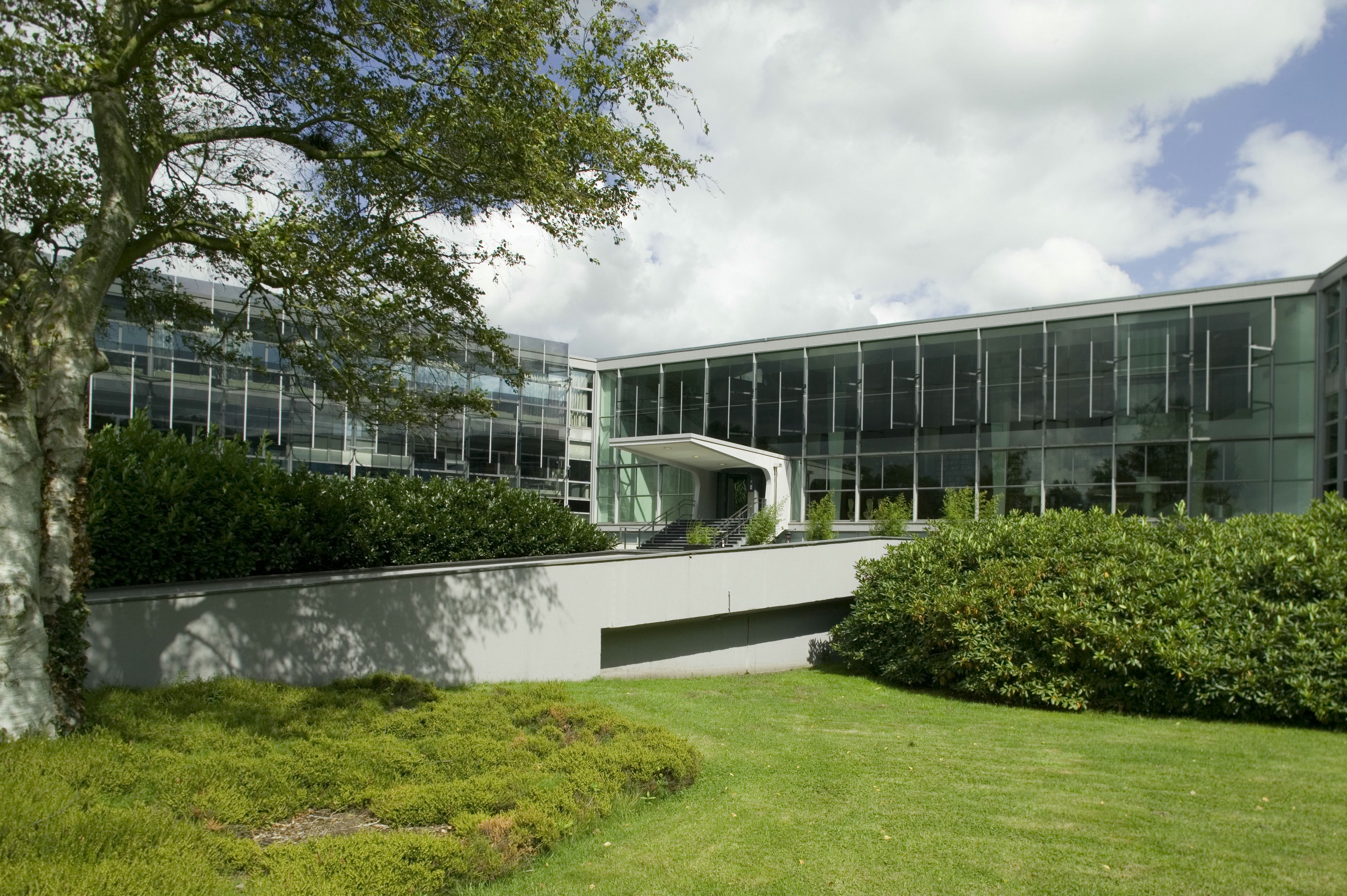
Kantoor Van Leer
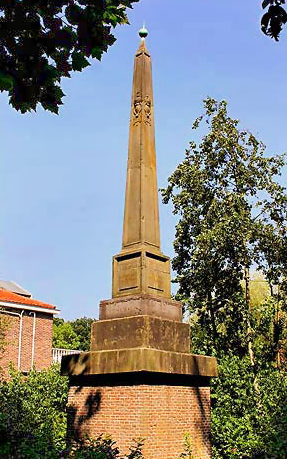
Amsterdamse banpaal
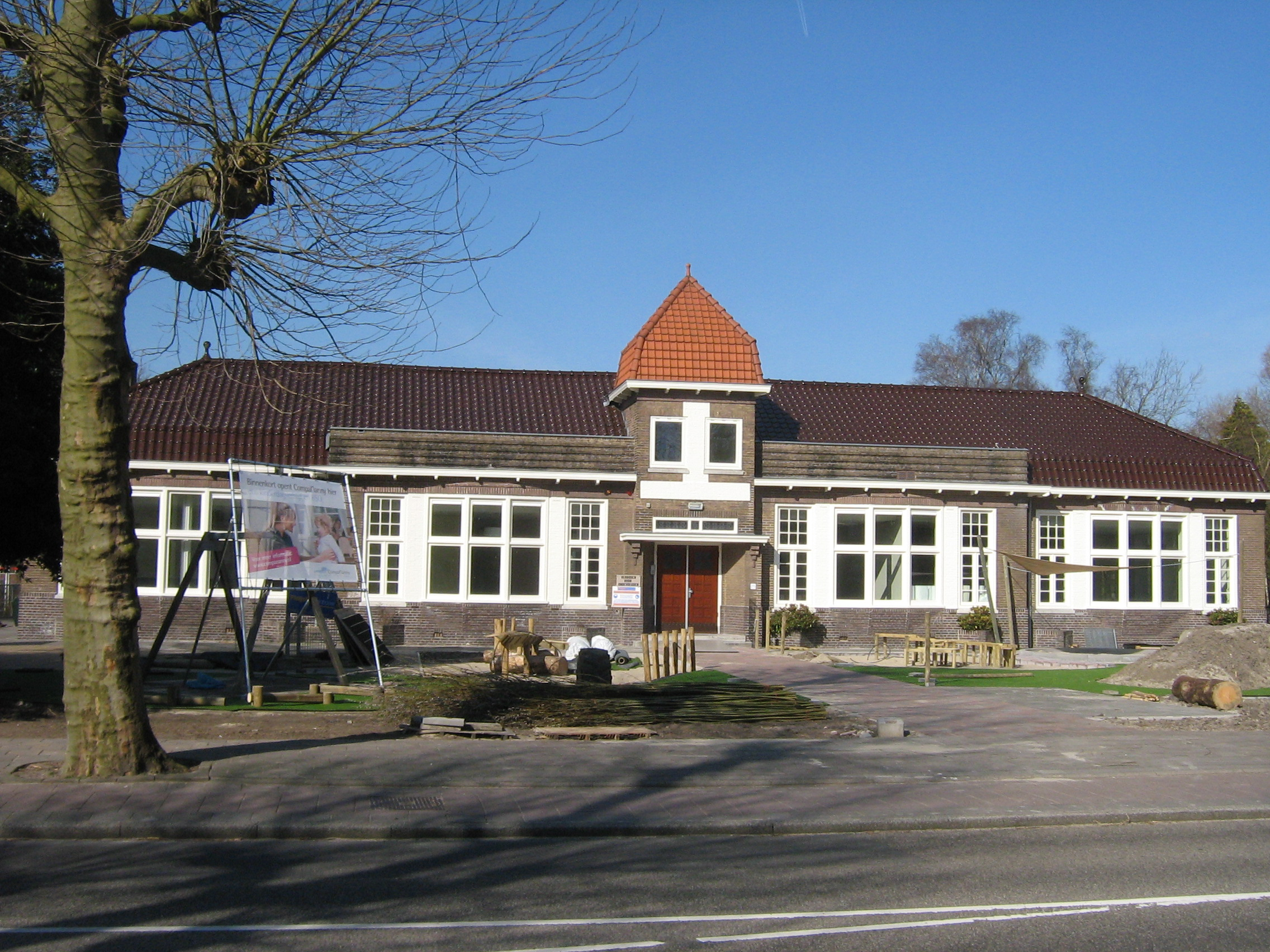
Voormalig schoolgebouw (273)
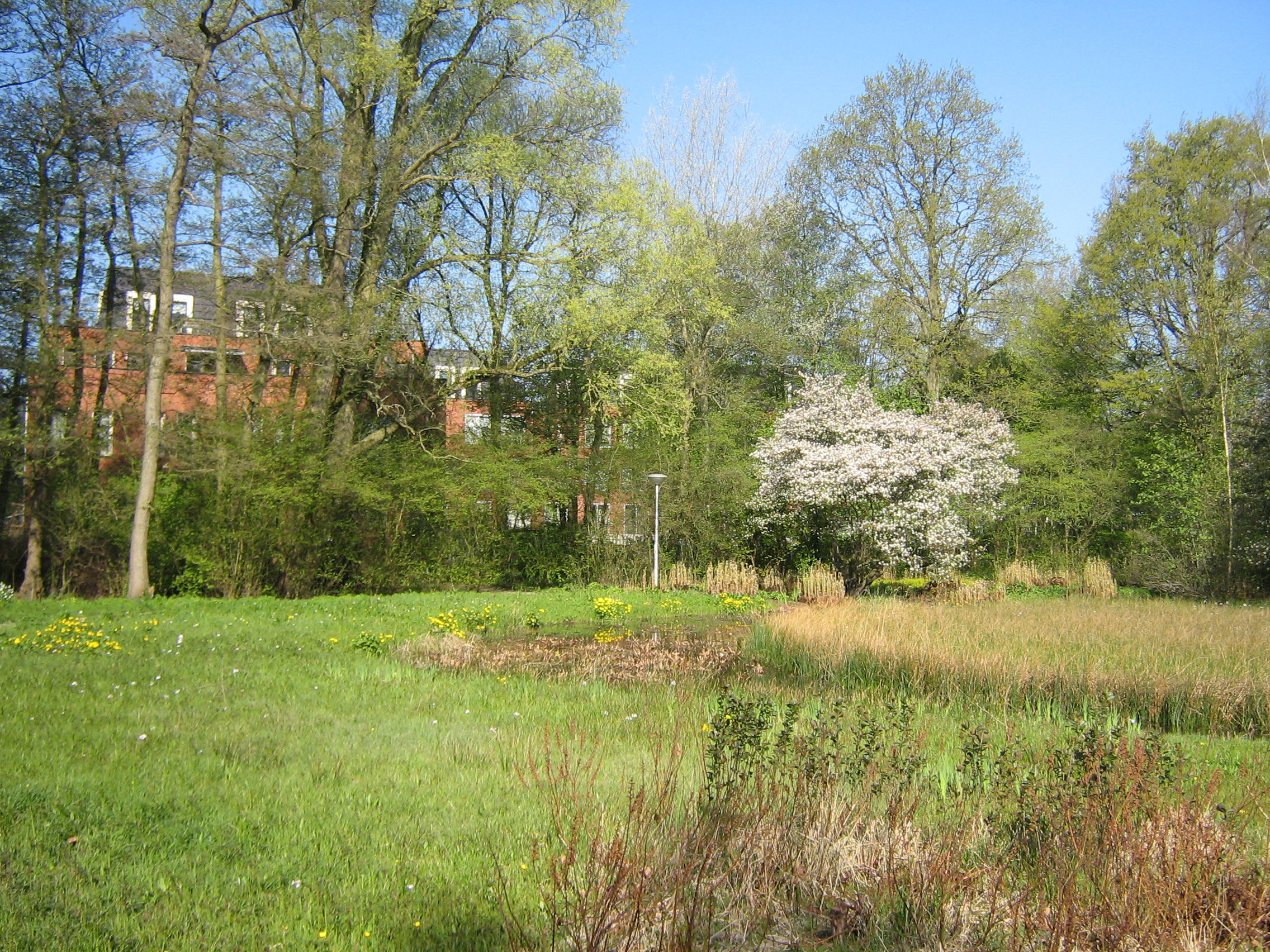
Koos Landwehrpark
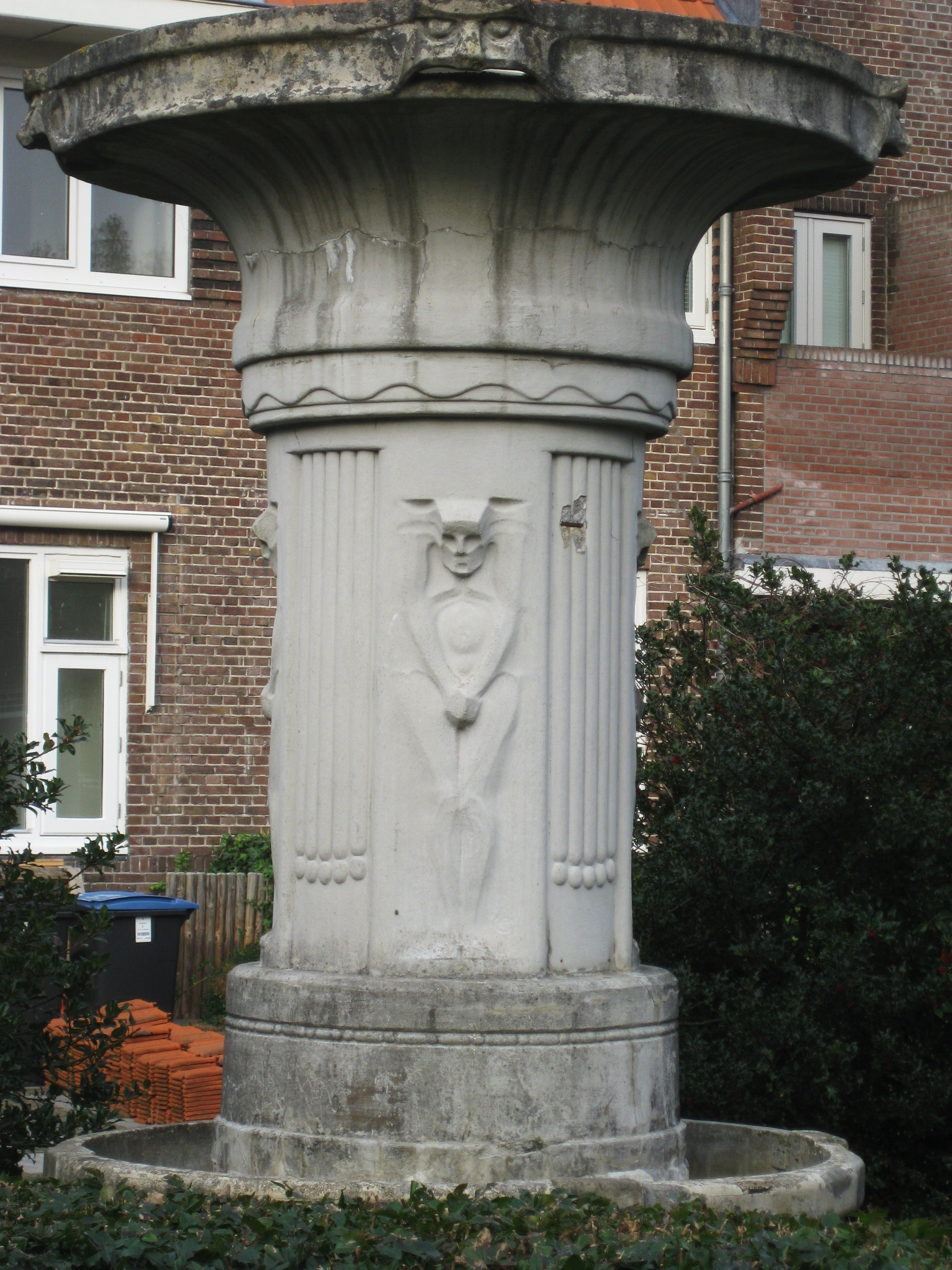
Zuil met bloembak, Nassaupark / Amsterdamseweg
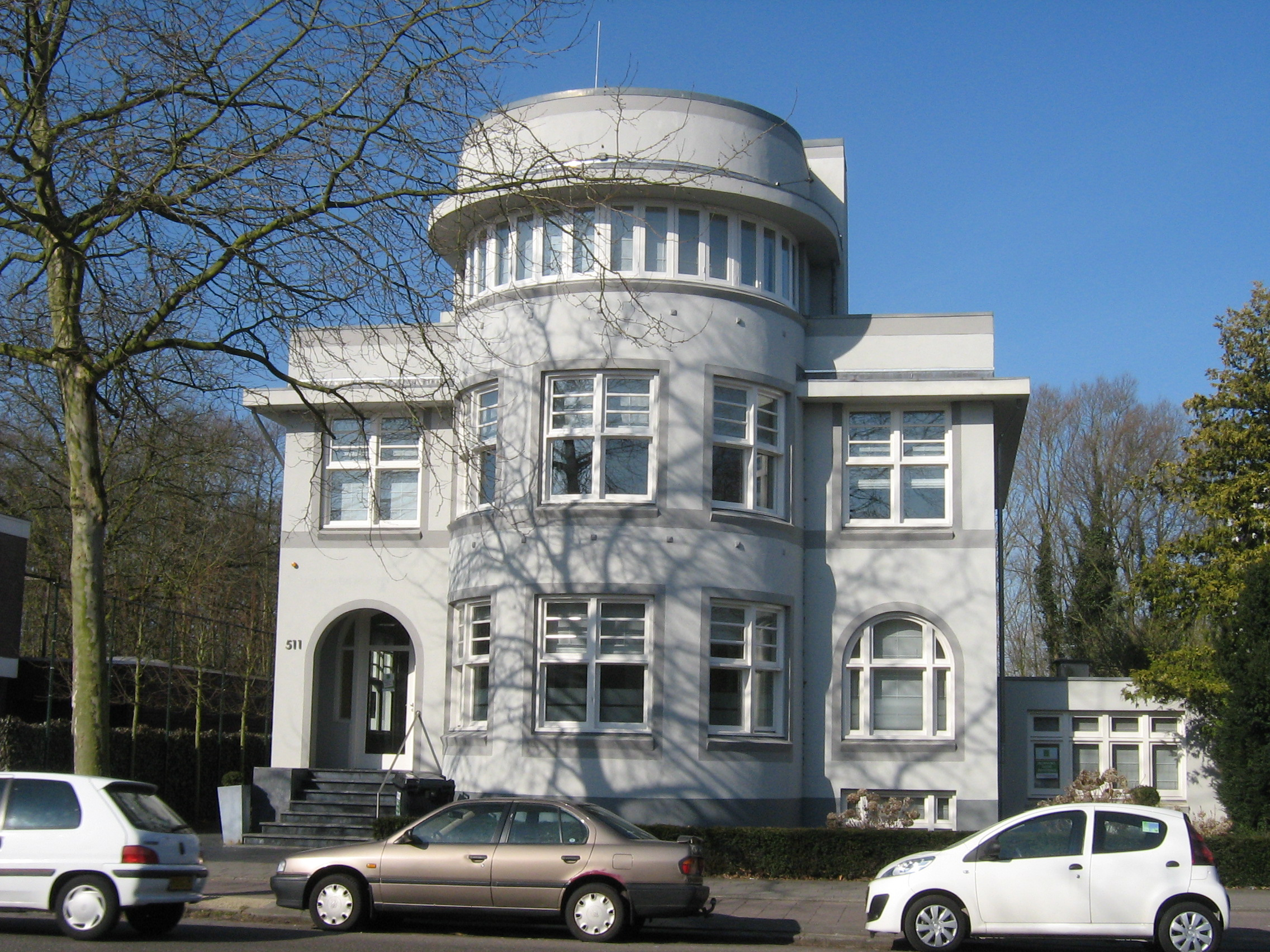
Villa Aemstelle (511)